# SHIBUYA DESEO
SHIBUYA DESEO（シブヤデセオ）は、東京都渋谷区道玄坂にあるライブハウスである。

## 概要
1998年12月19日、渋谷区桜丘町で開店。池袋や高田馬場などでリハーサルスタジオを運営するゲートウェイスタジオを母体とする。のちに新宿MARZ(2001年)や渋谷Milkyway(2010年)を手掛けた水野孝之が立ち上げに携わった。出演者もライブハウスも大きくなるようにとの思いから、スペイン語で「願い」を意味するdeseoと名付けられた。充実した機材や照明を揃えプロユースのライブハウスを志向するとともに、アマチュアやインディーズのバンドも広く受け入れた。ブラックミュージック系のイベント「フェイス・ザ・グルーブ」などが人気だった。
渋谷FMと共同で毎月第4土曜日の夜にイベント「音の穴」を開催し、2001年1月の「音の穴 Vol.1」ほかコンピレーションCDを発売した。2001年秋には自主レーベル「Yellow Signal Gate」を設立し、11月末にピンクリボン軍「よぎそ」、12月にミルクティース「恋のティー・ロマンス」、翌年にG-ampere「Flat」、ミルクティース「ティーマニアに告ぐ」を発売(YSGA-1001～)。2005年1月18日にリニューアルオープンし、表記を「DeSeO」から「DESEO」に改めた。2011年、DESEOプロデュースのアイドルグループ「asfi」結成。以降、純情!トロピカル丸、PICK UP GIRLS」のプロデュースを手掛けた。2015年10月31日、ヴィレッジヴァンガードとのコラボレーションで渋谷区桜丘町に「DESEO mini with VILLAGE VANGUARD」(以下、DESEO mini)を出店。2018年11月30日、渋谷駅桜丘口再開発事業のため同系列の「DESEO mini」「club 乙-kinoto-」とともに閉店。同年12月21日、現所在地に移転し営業を再開した。
バンド、アイドル、DJ、トーク、演劇などオールジャンルのイベントを開催している。

### プロデュース
関連会社「株式会社harvest」を通じてアイドルプロデュース、レーベル運営を行っている。2017年1月、みのりほのか「みのりのあるばむ」(harvest records、HVR-0001)を発売。みのりほのか、やまもとゆい(所属期間: 2018年 - 2019年)、夜明あおいなどソロアイドルのほか、DESEO/DESEO miniプロデュースとして結成されたアイドルグループ、東京リアリー(2017年 - 2019年)、CUBΣLIC(2019年 - )、エレクトリックリボン(2024年 -)が所属。

## 施設

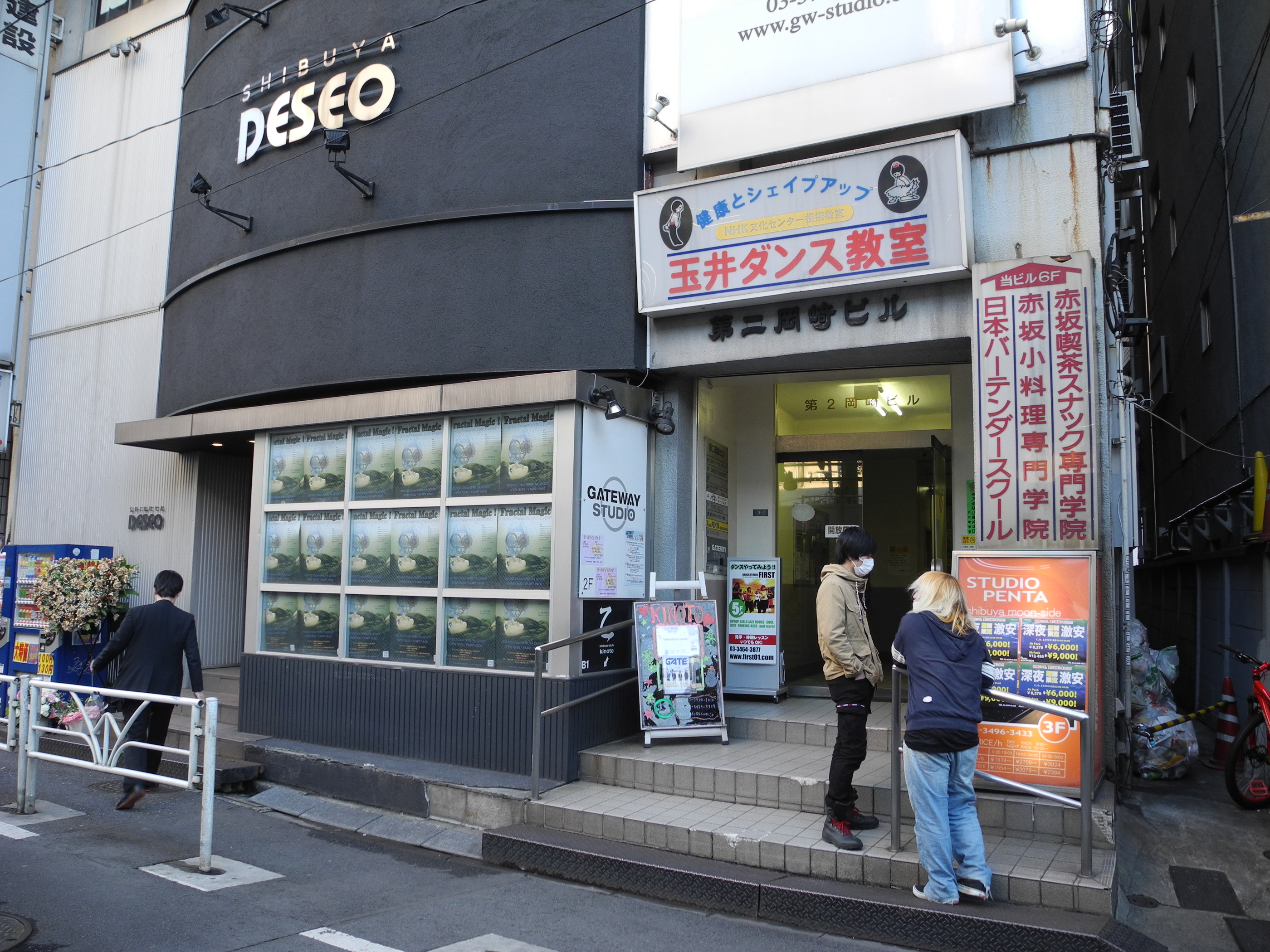
移転前の施設

ホールの最大収容人数は移転前後で同一のスタンディング250人、椅子席100人。移転後の施設は、ステージが移転前より20cm高い、高さ60cmとなったほか、10組以上が出演するイベントにも対応可能な2つの楽屋や物販用スペースを備えている。